# Ethyljoodacetaat
Ethyljoodacetaat is een organische verbinding met als brutoformule C4H7IO2. Het is een corrosief en toxisch derivaat van ethylacetaat.

## Toepassingen
Ethyljoodacetaat is een lacrimator. Daarnaast is het een alkyleringsreagens.